# Candasnos

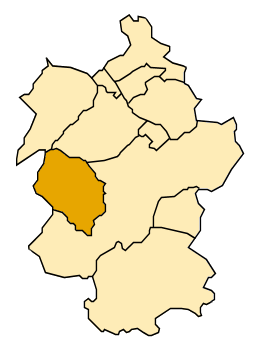
Mapa gminy na mapie comarki Zinca Baxa

Candasnos – gmina w Hiszpanii, w Aragonii, w prowincji Huesca, w comarce Bajo Cinca.
Powierzchnia gminy wynosi 122,45 km². Zgodnie z danymi INE, w 2005 roku liczba ludności wynosiła 470, a gęstość zaludnienia 3,84 osoby/km². Wysokość bezwzględna gminy równa jest 283 metry. Współrzędne geograficzne gminy to 41°30'10"N, 0°3'46"E. Kod pocztowy do gminy to 22591.

## Demografia
| 1991 | 1996 | 2001 | 2004 | 2005 |
| ---- | ---- | ---- | ---- | ---- |
| 634  | 572  | 568  | 470  | 470  |